# El Ocote, Hidalgo
El Ocote är en ort i Mexiko.   Den ligger i kommunen Chapulhuacán och delstaten Hidalgo, i den sydöstra delen av landet, 180 km norr om huvudstaden Mexico City. El Ocote ligger 1 636 meter över havet och antalet invånare är 158.
Terrängen runt El Ocote är bergig norrut, men söderut är den kuperad. El Ocote ligger uppe på en höjd. Runt El Ocote är det ganska tätbefolkat, med 83 invånare per kvadratkilometer. Närmaste större samhälle är Chapulhuacán, 14,0 km nordost om El Ocote. I omgivningarna runt El Ocote växer huvudsakligen savannskog.